# Bornambusc
Bornambusc ist eine französische Gemeinde mit 243 Einwohnern (Stand: 1. Januar 2022) im Département Seine-Maritime in der Region Normandie (vor 2016 Haute-Normandie). Sie gehört zum Arrondissement Le Havre und zum Kanton Saint-Romain-de-Colbosc (bis 2015 Goderville). Die Einwohner werden Bornambuscais genannt.

## Geographie
Bornambusc liegt etwa 24 Kilometer nordöstlich von Le Havre in der Pays de Caux. Umgeben wird Bornambusc von den Nachbargemeinden Goderville im Norden, Bréauté im Osten, Manneville-la-Goupil im Süden und Westen sowie Écrainville im Nordwesten.

## Bevölkerungsentwicklung
| Jahr                      | 1962 | 1968 | 1975 | 1982 | 1990 | 1999 | 2006 | 2013 |
| Einwohner                 | 187  | 183  | 191  | 218  | 231  | 241  | 247  | 270  |
| Quelle: Cassini und INSEE |      |      |      |      |      |      |      |      |

## Sehenswürdigkeiten
- Kirche Saint-Laurent aus dem 13. Jahrhundert
- Reste der Burg Clércy aus dem 13. Jahrhundert
- Jagdschloss